# Lyman (Nou Hampshire)
Lyman és una població dels Estats Units a l'estat de Nou Hampshire. Segons el cens del 2000 tenia 487 habitants.

## Demografia
Segons el cens del 2000, Lyman tenia 487 habitants, 211 habitatges, i 150 famílies. La densitat de població era de 6,6 habitants per km².
Dels 211 habitatges en un 24,6% hi vivien nens de menys de 18 anys, en un 61,1% hi vivien parelles casades, en un 4,7% dones solteres, i en un 28,9% no eren unitats familiars. En el 20,9% dels habitatges hi vivien persones soles el 4,3% de les quals corresponia a persones de 65 anys o més que vivien soles. El nombre mitjà de persones vivint en cada habitatge era de 2,31 i el nombre mitjà de persones que vivien en cada família era de 2,64.
Per edats la població es repartia de la següent manera: un 19,9% tenia menys de 18 anys, un 4,5% entre 18 i 24, un 32% entre 25 i 44, un 31,6% de 45 a 60 i un 11,9% 65 anys o més.
L'edat mediana era de 42 anys. Per cada 100 dones de 18 o més anys hi havia 105,3 homes.
La renda mediana per habitatge era de 46.607$ i la renda mediana per família de 48.365$. Els homes tenien una renda mediana de 27.500$ mentre que les dones 23.375$. La renda per capita de la població era de 22.332$. Entorn del 3,5% de les famílies i el 6,5% de la població estaven per davall del llindar de pobresa.